# Ferdinand Oechsle

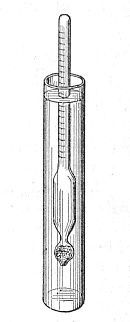
Most heeft een door de suiker bepaald soortelijke massa. Hierdoor zal de binnenste meetschaal meer of minder in de vloeistof wegzakken, waardoor het gehalte aan suiker kan worden afgelezen.

Christian Ferdinand Oechsle (26 december 1774 – 17 maart 1852) was een Duitse goudsmid, wetenschapper en uitvinder.
Hij ontwikkelde een methode om het suikergehalte van een vloeistof te meten. In zijn voorbeeld bij druivensap of most. In de landen Duitsland, Zwitserland en Luxemburg wordt het gewicht van deze suikerhoudende vloeistoffen gemeten in de naar hem vernoemde eenheid "Grad Oechsle". De meting kan direct worden verricht met een hydrometer of indirect met een refractometer.
Suiker in sap verhoogt het soortelijke massa (dichtheid).
- 1 liter zuiver water = 1 kg = 0° Oechsle
- 1 liter druivensap (bijvoorbeeld ten behoeve van Auslese-wijn) = 1,085 kg = 85° Oechsle